# Johan Jönsson i Axtorp
För andra betydelser, se Johan Jönsson (olika betydelser)
Johan Jönsson (i riksdagen kallad Jönsson i Axtorp), född 27 september 1825 i Örkelljunga, död 1 augusti 1898 i Fleninge, var en svensk lantbrukare och politiker.
Johan Jönsson, som kom från en bondesläkt, brukade en gård i Axtorp i Munka-Ljungby, där han också var kommunalstämmans ordförande 1863–1866 och kommunalnämndens ordförande 1863–1894.
Han var riksdagsledamot i andra kammaren 1870–1884 för Norra Åsbo härads valkrets. I riksdagen tillhörde han Nyliberala partiet 1870–1871, men övergick efter dess upplösning till Lantmannapartiet. Han vad ledamot av 1875, 1877–1879 och 1882–1884 års tillfälliga utskott och engagerade sig bland annat för sänkta skatter.